# 8954 Baral
A 8954 Baral (ideiglenes jelöléssel (8954) 1998 FK62) a Naprendszer kisbolygóövében található aszteroida. A LINEAR projekt keretében fedezték fel 1998. március 20-án.